# ملكة جمال أمريكا 1999
مسابقة ملكة جمال أمريكا عام 1999 ، هي مسابقة ملكة جمال أمريكا الثانية والسبعين، عقدت في قاعة بوردواك في أتلانتيك سيتي، نيو جيرسي يوم السبت، 19 سبتمبر، 1998 على شبكة أيه بي سي. في نهاية الحدث، توجت نيكول جونسون من فرجينيا، بلقب مسابقة ملكة جمال أمريكا 1999 ، وأصبحت أول ملكة جمال أمريكا مصابة بمرض السكري وأول متسابق ينشر استخدام مضخة الأنسولين. ، بعد تشخيص إصابتها بمرض السكري من النوع الأول خلال سنوات دراستها الجامعية في عام 1993 ، وتسلم التاج الملكي رسميًا من قبل ملكة جمال أمريكا السابقة، كاثرين شندل من إلينوي.
حصلت ملكة جمال أمريكا على منحة جامعية بقيمة 40.000 دولار، ومشاركة في السفر لمدة عام والتحدث، وحوالي 200.000 دولار قيمة المظهر.

## النتائج

### المراكز النهائية
| النتائج النهائية      | اسم المتنافسة |
| --------------------- | --- |
| ملكة جمال أمريكا 1999 | - فرجينيا - نيكول جونسون |
| الوصيفة الأولى        | - كارولاينا الشمالية - كيلي برادشو |
| الوصيفة الثانية       | - فلوريدا - ليسيت غونزاليس |
| الوصيفة الثالثة       | - ميزوري - ديبورا ماكدونالد |
| الوصيفة الرابعة       | - كنتاكي - تشيرا لين كوك |
| أفضل 10               | - ألاسكا - جوسلين تينكر - أركنساس - ايرين ويتلي - مقاطعة كولومبيا - نيكول ميسينا - إنديانا - جوليان ماري هاكني - أوكلاهوما - جولي باين |